# 箱崎町
箱崎町（はこざきまち）は、福岡県糟屋郡にあった町。

## 地理
- 河川 ： 多々良川、宇美川

## 沿革
- 1889年4月1日 - 町村制施行に伴い箱崎村と下臼井村のうち箱崎村出作分が合併して糟屋郡箱崎町が成立。
- 1940年12月26日 - 福岡市へ編入される。

## 経済
農業
『大日本篤農家名鑑』によれば、箱崎町の篤農家は「阿部包保」のみである。